# Чемпионат России по лыжным гонкам 2013
Чемпионат России по лыжным гонкам 2013 проводился Федерацией Лыжных Гонок России с 28 марта по 4 апреля 2013 года в Сыктывкаре. Марафонские гонки на дистанции 50 км у женщин и 70 км у мужчин были проведены 13 апреля в Апатитах и 14 апреля в Мончегорске, соответственно.

## Результаты[1]

### Мужчины
| Дисциплина                                    | Дата      | Золото                                                                           | Серебро                                                                          | Бронза                                                                    |
| 15 км свободным стилем                        | 28 марта  | Евгений Белов Тюменская область                                                  | Станислав Волженцев Республика Коми                                              | Александр Кузнецов ХМАО — Югра                                            |
| Спринт классическим стилем                    | 30 марта  | / Никита Крюков Москва/Якутия                                                    | Сергей Устюгов ХМАО — Югра                                                       | Дмитрий Япаров Удмуртия                                                   |
| Эстафета 4х10 км                              | 31 марта  | Удмуртия Константин Главатских Дмитрий Япаров Николай Хохряков Максим Вылегжанин | ХМАО — Югра Сергей Турышев Евгений Дементьев Александр Кузнецов Александр Легков | Республика Коми Василий Рочев Станислав Волженцев Иван Артеев Антон Зюзев |
| Командный спринт 6х1.6 км классическим стилем | 2 апреля  | Удмуртия Дмитрий Япаров Максим Вылегжанин                                        | Московская область Александр Бессмертных Никита Ступак                           | Тюменская область Глеб Ретивых Андрей Парфёнов                            |
| 50 км классическим стилем                     | 4 апреля  | / Александр Бессмертных Московская область/Кемеровская область                   | Максим Вылегжанин Удмуртия                                                       | Евгений Дементьев ХМАО — Югра                                             |
| 70 км свободным стилем                        | 14 апреля | Иван Артеев Республика Коми                                                      | Андрей Ларьков Татарстан                                                         | Константин Главатских Удмуртия                                            |

### Женщины
| Дисциплина                                    | Дата      | Золото                                                                           | Серебро                                                                         | Бронза                                                                      |
| 10 км свободным стилем                        | 27 марта  | Мария Гущина ХМАО — Югра                                                         | Юлия Чекалёва Вологодская область                                               | / Ольга Кузюкова Московская область/Алтайский край                          |
| Спринт классическим стилем                    | 30 марта  | / Ольга Кузюкова Московская область/Алтайский край                               | / Евгения Шаповалова ХМАО — Югра/Свердловская область                           | Юлия Тихонова Московская область                                            |
| Эстафета 4х5 км                               | 31 марта  | ХМАО — Югра Евгения Шаповалова Полина Медведева Анастасия Майнгардт Мария Гущина | Московская область Юлия Тихонова Ольга Кузюкова Екатерина Храмцова Ирина Хазова | Татарстан Светлана Бочкарёва Алия Иксанова Наталья Жукова Анастасия Доценко |
| Командный спринт 6х1.6 км классическим стилем | 2 апреля  | Московская область Юлия Тихонова Ольга Кузюкова                                  | Тюменская область Оксана Усатова Дарья Годованиченко                            | Москва Ольга Царёва Юлия Романова                                           |
| 30 км классическим стилем                     | 4 апреля  | Юлия Тихонова Московская область                                                 | Ольга Рочева Тюменская область                                                  | Наталья Жукова Татарстан                                                    |
| 50 км свободным стилем масстарт               | 13 апреля | Елена Ускова Кировская область                                                   | Наталья Жукова Татарстан                                                        | / Светлана Николаева Архангельская область/Ярославская область              |